# Березень 2017
Березень 2017 — третій місяць 2017 року, що розпочався в середу 1 березня та закінчився в п'ятницю 31 березня.

## Події
- 1 березня
  - Лідер бойовиків ДНР Олександр Захарченко заявив, що бойовики захопили близько 40 підприємств української юрисдикції на окупованій території Донбасу запровадивши «зовнішнє управління»[1].
  - ЄС підписав угоду про безвізовий режим з Грузією[2]
- 2 березня
  - У наслідок вибуху та обрушення гірської породи на шахті № 10 «Степова» ВАТ «ЛьвівВугілля» у с. Глухів Сокальського району Львівської області на горизонті 550 м, в 119 конвеєрі загинуло 8 гірників та 21 — травмовано[3].
  - Затримання НАБУ голови Державної фіскальної служби України Романа Насірова, якому оголошено підозру у зловживання службовим становищем[4].
  - Дострокові вибори до Асамблеї Північної Ірландії (вже другі за останні 10 місяців) через розпуск північноірландського уряду[5].
- 3 березня
  - Парламент Португалії визнав Голодомор геноцидом[6].
  - Тань Чжун'ї здобула перемогу в Чемпіонаті світу із шахів серед жінок 2017, перемігши Анну Музичук у фіналі[7].
- 4 березня
  - На Чемпіонаті Європи з легкої атлетики в приміщенні у Белграді українські легкоатлети завоювали три бронзові медалі: Юлія Левченко — у стрибках у висоту (1 м 94 см)[8], Марина Килипко — у стрибках з жердиною (4 м 55 см)[9] та Сергій Никифоров — стрибки у довжину 8,07 м.)[10].
  - «Штаб блокади торгівлі з окупантами» відкрив новий «редут» у місті Конотоп Сумської області з метою перекриття залізничного переходу через який проходить торгівля з Росією, названий на честь канцлера Німеччини Конрада Аденауера[11].
  - Міжнародний валютний фонд досяг домовленості з урядом України, що відкриває шлях до надання в другій половині березня 2017 р. нового траншу позики, в розмірі 1 мільярд доларів[12].
- 5 березня
  - Українська тенісистка Леся Цуренко перемогла на турнірі Жіночої тенісної асоціації (WTA) Abierto Mexicano Telcel в Акапулько (Мексика)[13].
  - На Чемпіонаті Європи з легкої атлетики в приміщенні у Белграді українські легкоатлети завоювали ще дві медалі: Олеся Повх — срібну медаль у фіналі бігу на 60 метрів[14], а в жіночій естафеті 4х400 метрів команда у складі Ольги Бібік, Тетяни Мельник, Анастасії Бризгіної і Ольги Ляхової стала третьою[15].
- 6 березня
  - Міжнародний суд ООН у Гаазі розпочав слухання справи за позовом України проти Росії щодо порушення Конвенції про боротьбу з фінансуванням тероризму та Конвенції про ліквідацію всіх форм расової дискримінації: повне відшкодування збитків, заподіяних терактами, які були здійснені за підтримки РФ (збитий рейс MH17 Малайзійських авіаліній, обстріли мирних жителів у Волновасі та Маріуполі, обстріл мирних жителів у Краматорську, теракт у Харкові тощо), що буде тривати до 9 березня. Делегацію очолила заступник міністра закордонних справ Олена Зеркаль[16][17].
- 7 березня
  - WikiLeaks розпочав публікацію найбільшого витоку документів ЦРУ, що описує програмні інструменти і прийоми, які використовуються агентством для зламування смартфонів, комп'ютерів і телевізорів[18].
  - Ракета-носій Вега з українським двигуном вивела на орбіту супутник Sentinel-2B[19].
- 8 березня
  - Міжнародний жіночий день; святковий день в Україні.[20]
  - У результаті викиду газу з вугіллям на шахті «Центральна» у м. Мирнограді загинув один шахтар[21].
  - Через шторм на острові Гоцо (Мальта) зруйнувався об'єкт всесвітньої спадщини ЮНЕСКО — Лазурне вікно[22]
- 9 березня
  - Вручення Президентом України щорічної Національної премії України імені Тараса Шевченка[23].
  - Комітет Європейського парламенту з громадянських свобод схвалив безвізовий режим для України[24].
  - Дональд Туск, попри спротив уряду Польщі, був переобраний Головою Єврокомісії на наступні 2,5 роки[25].
  - Президент Білорусі Олександр Лукашенко відтермінував на рік оплату «податку на дармоїдство» через численні акції протесту[26].
- 10 березня
  - Конституційний суд Південної Кореї затвердив імпічмент президента Пак Кин Хє[27].
- 12 березня
  - Дипломатичний конфлікт[en] між Нідерландами і Туреччиною: у Роттердамі поліція розігнала акцію протесту кількох сотень прихильників президента Туреччини Реджепа Ердогана та не пустила турецького міністра на територію консульства[28].
  - Українські біатлоністи Ірина Варвинець, Ольга Абрамова, Сергій Семенов та Дмитро Підручний стала бронзовими призерами восьмого етапу Кубка світу з біатлону у Контіолахті (Фінляндія)[29].
- 13 березня
  - Апеляційний суд міста Києва залишив у силі арешт відстороненого від посади голови ДФС Романа Насірова, якого НАБУ звинувачує у причетності до махінацій в «газовій справі» депутата парламенту і бізнесмена Олександра Онищенка[30].
  - У Києві мітинг на підтримку блокади ДНР-ЛНР, штурмують російські банки і офіс Ахметова[31][32][33].
  - Парламент Угорщини 131 голосом переобрав президентом країни Янош Адер, якого висунула правоцентристська урядова коаліція партій «ФІДЕС» і християнських демократів. За Ласло Майтейні, кандидата від лівої опозиції, проголосували 39 депутатів[34].
- 14 березня
  - В Україні вперше відзначили День українського добровольця[35].
  - Активісти ОУН, які виступають на підтримку блокади торгівлі з непідконтрольними Києву територіями Донбасу, закидали офіс компанії бізнесмена Ріната Ахметова у Києві камінням і петардами[36].
- 15 березня
  - На виборах у верхній палаті парламенту Нідерландів, за даними екзит-полу, прилюдненим в ефірі голландського телеканалу NOS, перемагає партія прем'єр-міністра Марка Рютте «Народна партія за свободу і демократію» (VVD). Але при цьому вона втрачає 10 мандатів у порівнянні з 2012-м (31 проти 41)[37][38].
  - У Мінську після «Маршу недармоїдів» затримано десятки активістів[39].
  - Фізики анонсували перший синтез часових кристалів (? яке число ставить і які посилання?)
- 16 березня
  - У Сьєрра-Леоне знайдений один з найбільших алмазів у світі, вагою 709 карат[40].
- 17 березня
  - В Україні відзначають 100 років з початку Української революції та створення Української Центральної Ради.
- 18 березня
  - Українські тенісистки Людмила Кіченок та Надія Кіченок виграли Турнір Pingshan Open у Шеньчжені[en][41].
  - Помер «батько рок-н-ролу» Чак Беррі[42]
- 19 березня
  - Франк-Вальтер Штайнмаєр на церемонії передачі влади у президентському палаці Бельвю у Берліні офіційно заступив на посаду 12-го федерального президента Німеччини за участі Йоахіма Гаука та їхніх дружин Ельке Бюденбендер та Даніели Штадт[43][44][45].
- 20 березня
  - У віці 101 рік помер американський мільярдер Девід Рокфеллер[46][47].
- 21 березня
  - Володарем Абелівської премії за 2017 рік став Ів Мейєр (Вища нормальна школа Парі-Сакле) «за ключову роль у розвиту математичної теорії вейвлетів»[48].
  - Бойові зіткнення під Маріуполем, одні з найбільших на той час[49]
- 22 березня
  - Біля парламенту Великої Британії у Лондоні стався теракт, є загиблі[50].
- 23 березня
  - Унаслідок пожежі відбулась потужна детонація боєприпасів на складах у Балаклії[51].
  - У Києві вбито екс-депутата Держдуми РФ Дениса Вороненкова, що отримав українське громадянство і давав свідчення у справі державної зради Віктора Януковича[52].
- 25 березня
  - У Римі пройшов саміт 27 країн — членів Євросоюзу, присвячений 60-річчю підписання Римського договору. Лідери країн ЄС підписали Римську декларацію щодо майбутнього Євросоюзу без Великої Британії.[53]
  - У Мінську влада Білорусі жорстоко розігнала акцію демократичних сил з нагоди Дня Волі. Багатьох громадських діячів та журналістів превентивно затримали й побили.[54].
  - 21-ша загальнонаціональна програма «Людина року — 2016»[55].
- 26 березня
  - По всій Росії пройшли акції протесту, приводом для яких стало розслідування Фонду боротьби з корупцією про бізнес прем'єр-міністра Дмитра Медведєва. У Москві затримали понад 130 учасників акції, у тому числі її організатора Олексія Навального.[56]
  - Поблизу Краматорська розбився військовий гелікоптер Мі-2, внаслідок чого 5 людей, які перебували на борту, загинули[57].
  - Дострокові парламентські вибори[en] у Болгарії після розпуску парламенту 27 січня 2017 року[58].
- 27 березня
  - Суд визнав винним генерала Віктора Назарова у справі щодо Збиття Іл-76 у Луганську у 2014 році, його засуджено до 7 років позбавлення волі[59].
  - 25-та церемонія вручення нагород театральної премії «Київська пектораль».
- 28 березня
  - Австралію накрив ураган Деббі — найсильніший тропічний циклон в австралійському регіоні з 2014—2015 рр.[60]
- 29 березня
  - Прем'єр-міністр Великої Британії Тереза Мей підписала офіційне повідомлення про вихід з ЄС за результатами червневого референдуму, що означає застосування статті 50 Лісабонської угоди[61].
  - Туреччина оголосила про закінчення військової операції «Щит Євфрату» в Сирії[62].
  - Аеропорт Мадейри назвали ім'ям Кріштіану Роналду[63].
  - В австралійському Брисбені палеонтологи виявили найбільший із відомих на сьогодні слідів живої істоти, довжиною 1,75 метра[64].
- 30 березня
  - SpaceX уперше в історії здійснила повторний запуск та повернення на землю ракети Falcon 9[65].
- 31 березня
  - Новітній український транспортний літак Ан-132 вперше піднявся в повітря на київському аеродромі на Святошино[66].
  - У Парагваї демонстранти захопили будівлю парламенту[67].